# Medizinische Universität Sapporo
Koordinaten: 43° 3′ 18,7″ N, 141° 19′ 55,7″ O

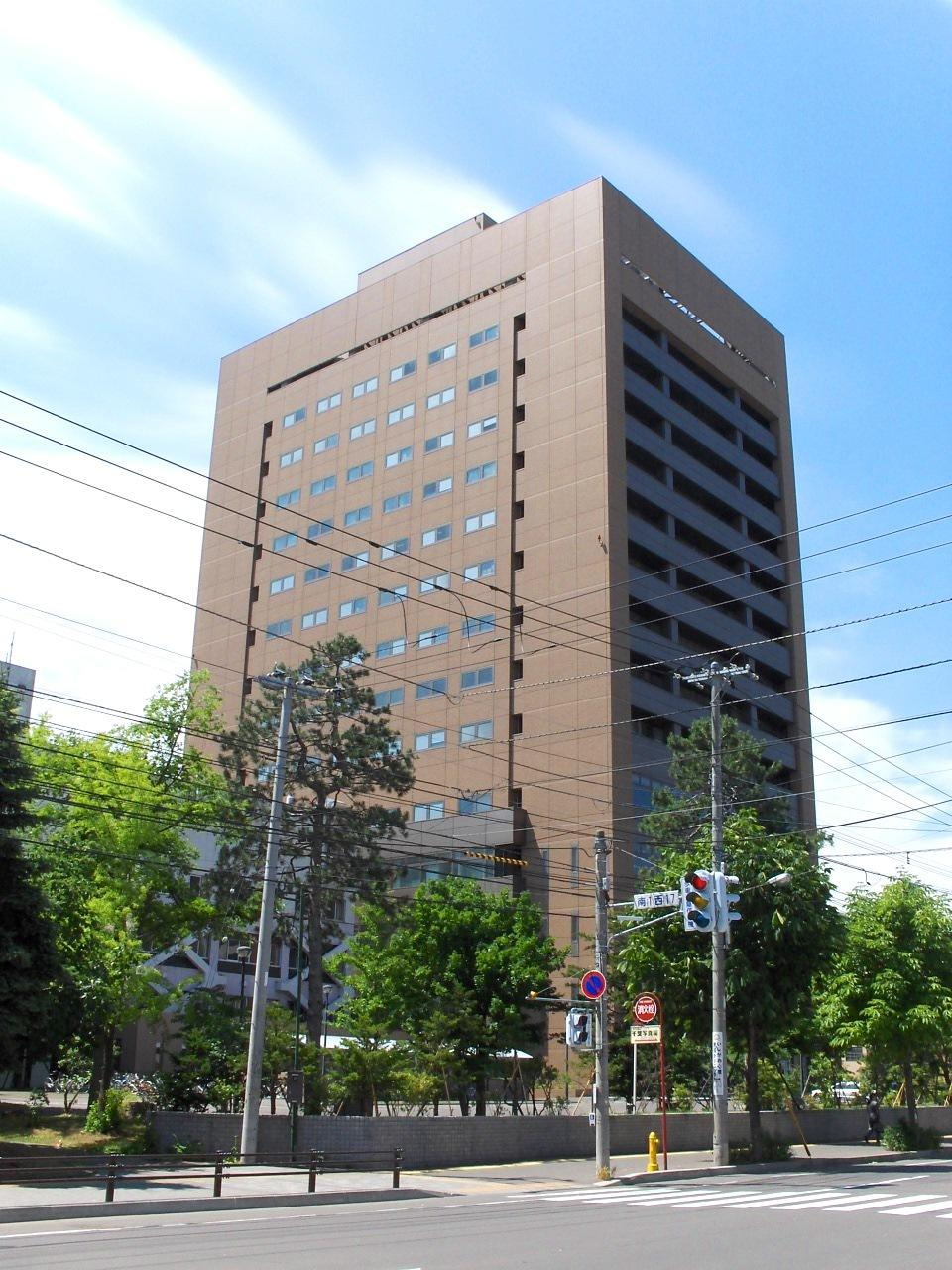
Basic Medical Research Building (2006)

Die Medizinische Universität Sapporo (jap. 札幌医科大学, Sapporo ika daigaku; engl. Sapporo Medical University) ist eine öffentliche (präfekturale) Universität in Chūō-ku, Sapporo in der Präfektur Hokkaidō (Japan).

## Geschichte
Sie wurde 1945 als Präfekturale Medizinische Frauenfachschule Hokkaidō (北海道立女子医学専門学校, Hokkaidō-ritsu joshi igaku semmon gakkō) gegründet. 1950 entwickelte sie sich zur koedukativen Medizinischen Universität Sapporo (engl. Sapporo Medical College) nach dem japanischen neuen Bildungssystem. Sie begann mit einer Fakultät (Medizin). 1993 wurde die Fakultät für Gesundheitswissenschaften hinzugefügt und der englische Name wurde in Sapporo Medical University verändert.
Im August 1968 wurde in ihrem Universitätsklinikum die erste Herztransplantation Japans durchgeführt. Der verantwortliche Arzt Juro Wada musste sich in der Folge wegen Mordes am Organspender verantworten.

## Fakultäten
- Fakultät für Medizin
- Fakultät für Gesundheitswissenschaften